# Lester Robertson
Lester „Lately“ Robertson (* um 1925; † 1992) war ein US-amerikanischer Jazzposaunist und Arrangeur, der vor allem in der Musikszene von Los Angeles tätig war.

## Leben und Wirken
Robertson spielte in den 1940er-Jahren in der Bigband der Musikpädagogin Alma Hightower. In den beiden folgenden Jahrzehnten arbeitete er als Musiker und Arrangeur u. a. in den Bigbands und Ensembles von Clarence Daniels (Do the Deal), Maxwell Davis, Jimmy Giuffre, Teddy Edwards, Lionel Hampton, Gerald Wilson, Clark Terry und Gil Fuller. Gemeinsam mit Eric Dolphy leitete er eine Bigband, die an der Erweiterung der Bebop-Harmonien interessiert war. Auch spielte er mit Dolphy und Billy Higgins in der Hausband des Oasis Club. Mit der Pianistin Linda Hill und dem Bandleader Horace Tapscott gründete er 1961 die Musikerkooperative Underground Musicians Association (UGMA), der später in Union of God's Musicians and Artists Ascension (UGMAA) umbenannt wurde.
In den 1970er- und 1980er-Jahren war Robertson Mitglied in Roy Porters Bigband Sound Machine und mit Horace Tapscott im Pan Afrikan Peoples Arkestra, für das er auch komponierte. Im Bereich des Jazz war er zwischen 1950 und 1984 an 43 Aufnahmesessions beteiligt, außerdem bei Aufnahmen von Johnny Hartman, Al Hibbler, Joe Pass, Nancy Wilson und der Popband The Monkees.

## Diskographische Hinweise
- Pan Afrikan Peoples Arkestra Led by Horace Tapscott: Live at Widney High December 26th, 1971 (The Village, ed. 2025)